# El Alamein International Airport
El Alamein International Airport är en flygplats i Egypten. Den ligger i guvernementet Mersa Matruh, i den norra delen av landet, 280 km väster om huvudstaden Kairo. El Alamein International Airport ligger 44 meter över havet.
Terrängen runt El Alamein International Airport är platt. Runt El Alamein International Airport är det mycket glesbefolkat, med 6 invånare per kvadratkilometer. Det finns inga samhällen i närheten. Trakten runt El Alamein International Airport är ofruktbar med lite eller ingen växtlighet.